# سقزتشي (سراب)
سقزتشي هي قرية في مقاطعة سراب، إيران. يقدر عدد سكانها بـ 96 نسمة بحسب إحصاء 2016.